# 포츠머스 해군 조선소
포츠머스 해군 조선소(Portsmouth Naval Shipyard)는 미국 메인주 경계인 키터리에 위치한 미국 해군 조선소이다. 조선소는 피스카타카 강의 나카스에 있으며, 이름의 유래가 된 뉴햄프셔주 포츠머스 시는 강을 사이에 두고 건너편에 있다. 이 해군 조선소에서 시어도어 루즈벨트 미국 대통령의 중재로 러일 전쟁의 강화 조약인 포츠머스 조약이 교섭, 체결되었다.
현재는 검수, 수리, 미 해군 잠수함의 현대화에 이용되고 있다.

## 개요
포츠머스 해군 조병창은 존 애덤스 대통령의 임기 중인 1800년 6월 12일에 건설된 미국에서 가장 오래된 해군 조선소 중 하나이다. 1814년에는 74문 탑재 전열함 ‘워싱턴’(USS Washington)을 건조했다. 1974년에 포츠머스 해군 교도소(Portsmouth Naval Prison)도 병설되었다.
1905년 시어도어 루스벨트 대통령의 중재로 포츠머스 조약의 협상 장소가 되었다. 일본과 러시아 대표단은 포츠머스 시 옆의 뉴캐슬 호텔(New Castle, New Hampshire)에서 배를 타고 조병창으로 와서 협상을 했다.
2005년에 설립 100 주년 기념식이 진행되었다. 2005년에 한때 조병창의 폐쇄가 검토되었지만, 직원을 비롯한 반대 운동을 해 폐쇄 철회되게 되었다.